# Tyräsaari (ö i Södra Savolax, Nyslott, lat 62,40, long 28,77)
Tyräsaari är en ö i Finland. Den ligger i sjön Kermajärvi och i kommunen Heinävesi i den ekonomiska regionen  Nyslotts ekonomiska region  och landskapet Södra Savolax, i den sydöstra delen av landet, 300 km nordost om huvudstaden Helsingfors. Öns area är 2,2 hektar och dess största längd är 390 meter i öst-västlig riktning.